# 클레버 (프로게이머)
클레버(본명: 문원희, 2000년 12월 2일 ~ )는 대한민국의 리그 오브 레전드 프로게이머로 아이디는 Clever이다. 포지션은 AD 캐리이다.

## 선수 생활
2018년 6월, 한화생명 e스포츠에 입단하면서 프로 커리어를 시작했다. 서머 시즌 1경기에 출전했다. 2019 스프링 시즌에서는 출전하지 못했다.
2020년 5월, 아마추어팀인 어썸에 입단했다. 하지만 챌린저스 승격에 실패했다.
2021년 8월, 아프리카 프릭스의 아카데미팀에 입단했다. 

## 소속팀
| # | 팀명             | 소속 기간       | 소속 리그 | 비고 |
| - | ---------------- | --------------- | --------- | ---- |
| 1 | 한화생명 e스포츠 | 2018.06~2019.04 | LCK       |      |
| 2 | 어썸             | 2020.05         | 아마추어  |      |